# Annona leptopetala
Annona leptopetala (R.E.Fr.) H.Rainer – gatunek rośliny z rodziny flaszowcowatych (Annonaceae Juss.). Występuje endemicznie w Brazylii – w stanach Bahia, Ceará, Pernambuco, Piauí oraz Minas Gerais. 

## Morfologia
PokrójZimozielone drzewo lub krzew dorastające do 2–9 m wysokości.
LiścieMają kształt od owalnego do eliptycznego. Mierzą 4–7 cm długości oraz 1,5–3 cm szerokości. Blaszka liściowa jest całobrzega o tępym wierzchołku.
OwoceSynkarpiczne, o kulistym kształcie. Osiągają 8–13 mm długości i 4–6 mm szerokości. Mają czerwona lub pomarańczową barwę.

## Biologia i ekologia
Rośnie w lasach. Występuje na wysokości do 1000 m n.p.m.